# Gebroeders Winter

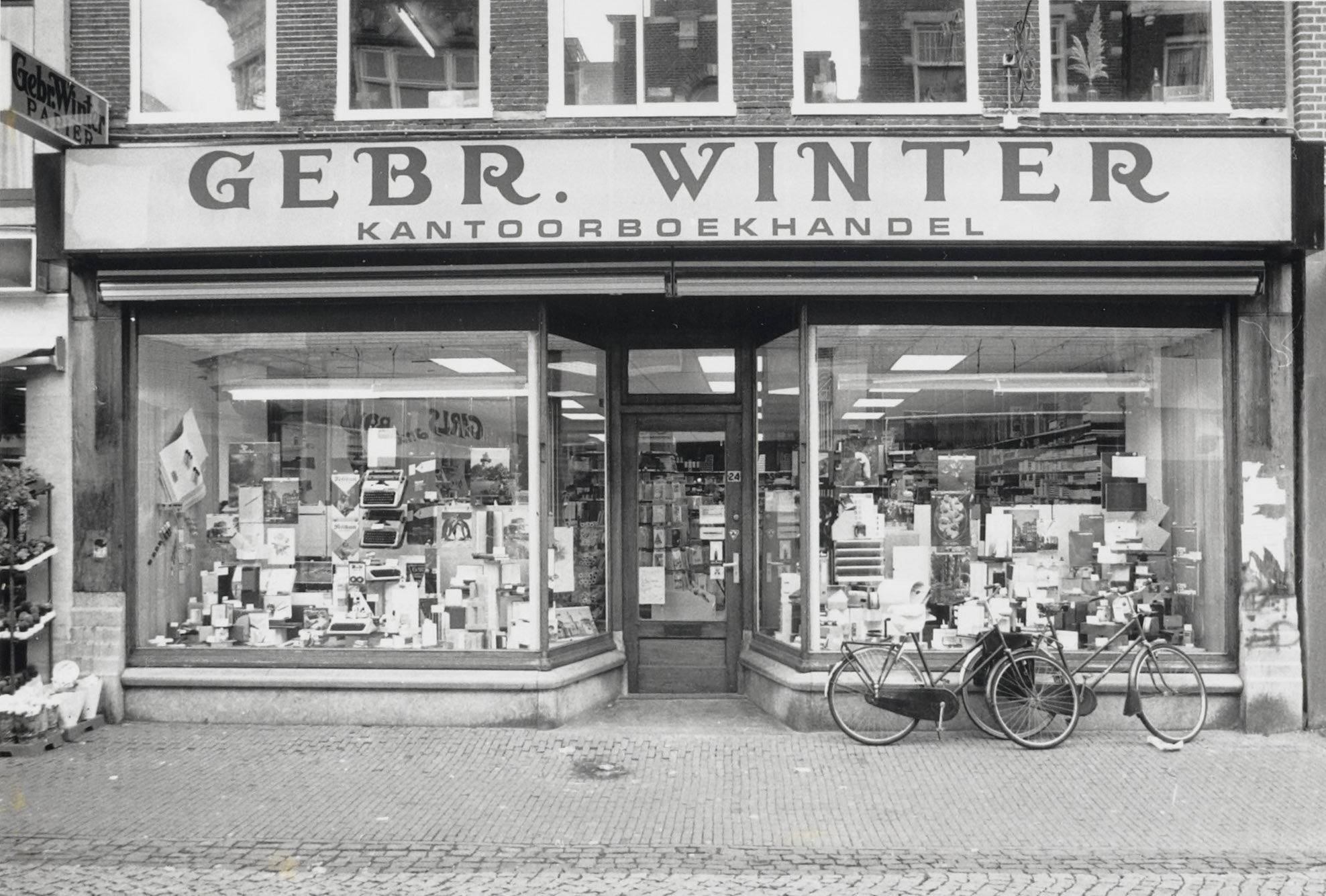
Gebr. Winter, Langestraat 24, Alkmaar (1985)

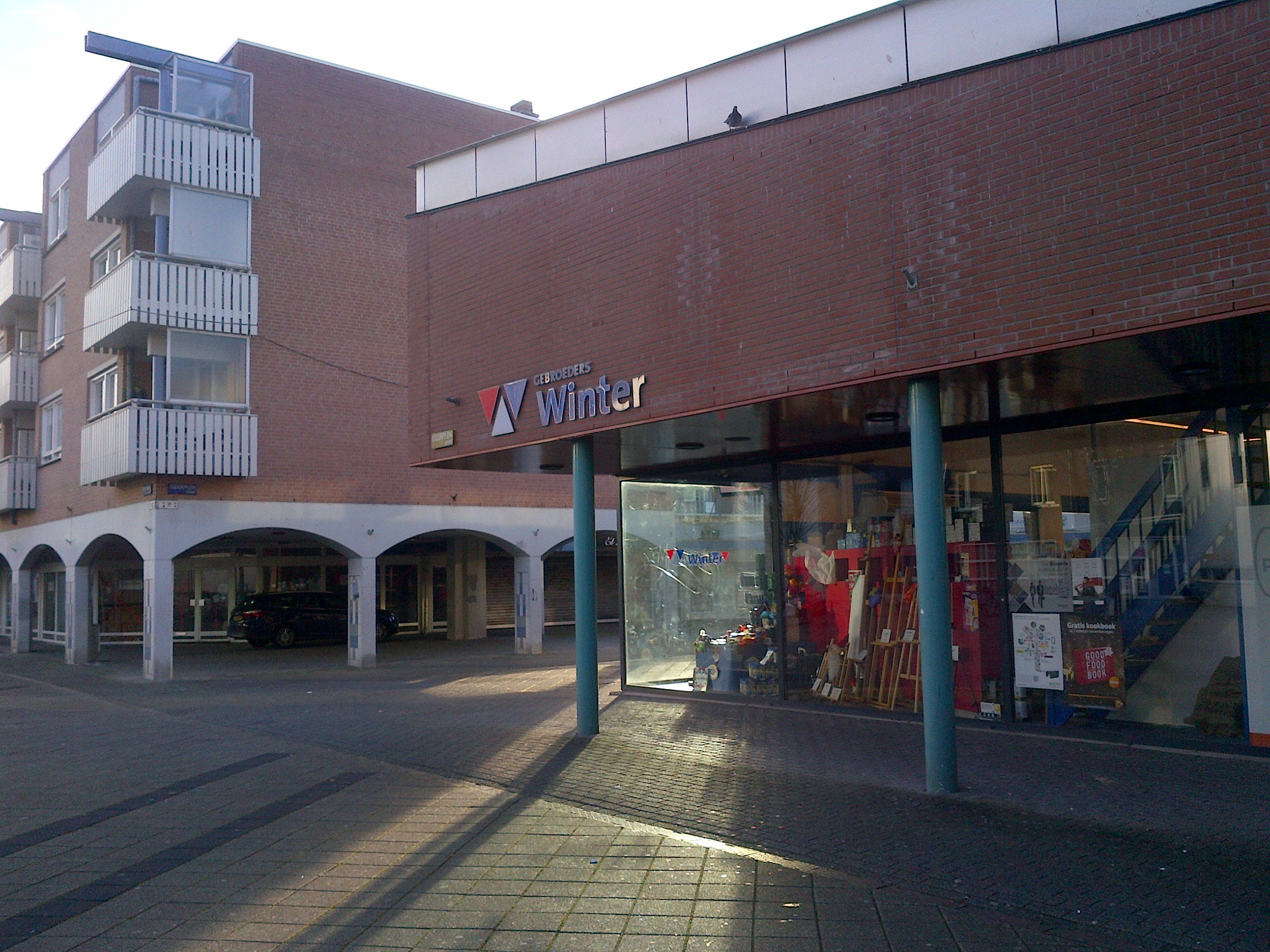
Een winkel van de Gebroeders Winter op het Osdorpplein in Amsterdam, 6 december 2014

Gebroeders Winter, kortweg Winter, was een keten van kantoorboekhandels in het westen van Nederland met de nadruk op Amsterdam. Het bedrijf werd daar in 1914 opgericht door de gebroeders Winter en bestond als familiebedrijf tot 2014.

## Geschiedenis
In 1914 begon Jan Winter samen met zijn broer de verkoop van sigaren en schrijfinkt te combineren in een winkel aan de Huidenstraat in het centrum van Amsterdam. De inkt werd door zijn broer in een fabriekje bij de Omval geproduceerd maar de samenwerking duurde niet lang en beide broers gingen weer hun eigen weg. In de jaren dertig verplaatste Jan Winter zijn winkel naar een pand op de hoek Looiersgracht en Lijnbaansgracht en veranderde daarbij in een kantoorvakhandel met drukkerij. Alle kantoorproducten werden in eigen beheer gedrukt en gelijmd of ingebonden. Ook werden er voor veel scholen in de stad schoolspullen vervaardigd zoals lijn en blokjeschriften.
Sinds de jaren vijftig nam de tweede generatie Winter het bedrijf over en verschenen er meer filialen. Het bedrijf had toen ongeveer 5000 klanten waaronder grote bedrijven als bijvoorbeeld Shell of Philips die hun eigen boekhoudboeken, stenoboeken en systeemkaarten lieten drukken.
In 1983 nam de derde generatie Winter het bedrijf over. Het hoofdkantoor werd in 1998 verplaatst naar de Oderweg in  Westpoort omdat de vrachtwagens op de smalle grachten in de Jordaan steeds vastliepen. De drukkerij werd ontmanteld en de Heidelbergpers ging naar de sloop. Op de Oderweg bevond zich ook het inkoopcentrum en meet ruim 3000 m². Het bleef tot 2014 een familiebedrijf met aan het hoofd Jan Winter een kleinzoon van Jan Winter, een van de oprichters.
Tot december 2014 had het bedrijf vijftien vestigingen waarvan elf in Amsterdam en verder in Amstelveen, Alkmaar, Den Haag en Hoofddorp. Naast kantoorartikelen en schoolspullen verkocht het bedrijf ook computer gerelateerde producten maar ook bijvoorbeeld kantoormachines en presentatiemiddelen.
Op 3 december 2014 werd bekend dat het bedrijf failliet was verklaard. De teruglopende verkopen hadden het bedrijf de das om gedaan. De eigenaar Jan Winter bevestigde het faillissement, dat door het bedrijf zelf was aangevraagd. De vestigingen bleven echter vooralsnog open en ook het personeel bleef nog in dienst, omdat de curator hoopte op een geheel of gedeeltelijke doorstart. Jan Winter had echter geen interesse omdat er volgens hem geen sprake was van een vooropgezet faillissement
In december 2014 werd bekend dat het bedrijf grotendeels gered zou worden. Acht van de vijftien vestigingen zijn onder hun eigen naam "Winter" doorgestart maar het hoofdkantoor en zeven filialen werden gesloten. Het bedrijf werd overgenomen door de Kantoorexpert Groep.